# Bonne (cours d'eau français)
Pour les articles homonymes, voir Bonne.
La Bonne est une rivière française qui coule dans le département de l'Isère. C'est un affluent droit du Drac, et donc un sous-affluent du Rhône par l'Isère.

## Géographie
La Bonne et ses affluents entaillent le mont Pelvoux (Valjouffrey, Valsenestre) ou encadrent le Taillefer méridional (vallée de la Malsanne à l'est, de la Roizonne à l'ouest, Valbonnais au sud). 

### Parcours
La Bonne prend sa source dans le parc national des Écrins sur la commune de Valjouffrey, à 2 632 m d'altitude au lac des Pissoux, sous le glacier des Sellettes, ainsi que sous le glacier de la Maye,  et sous le glacier de Font Turbat, sur le versant sud-ouest de l'aiguille d'Olan (3 371 m),.. 
Elle coule approximativement d'est en ouest, et se jette dans le Drac au sud de La Mure, entre le barrage de Saint-Pierre-de-Méaroz et le pont de Ponsonnas, à 508 m d'altitude, après un parcours de 40,1 kilomètres.
Son cours se divise en trois parties distinctes :
- le cours supérieur, de la source jusqu'à son confluent avec la Malsanne, est nommé le Valjouffrey ; la Bonne y est un torrent, au régime très irrégulier ;
- le cours moyen, d'Entraigues au lieudit Pont-du-Prêtre, porte le nom de Valbonnais ; c'est une plaine verdoyante où la Bonne sinue tranquillement ;
- le cours inférieur, de Pont-du-Prêtre au confluent avec le Drac, est profondément encaissé et n'est franchi que par l'imposant viaduc de l'ancienne voie de chemin de fer de la Mure à Corps et, au prix de rudes pentes, par la route nationale 85, au lieudit « Pont-Haut ».

Le haut bassin de la Bonne est dominé par le gneiss.

### Communes et cantons traversés
Dans le seul département de l'Isère, la Bonne traverse les neuf communes traversées, de l'amont vers l'aval, de Valjouffrey (source), Entraigues, Valbonnais, en aval de Pont-du-Prêtre, sur les limites de Siévoz (rive droite), Saint-Laurent-en-Beaumont (rive gauche), Nantes-en-Ratier (r.d.), Sousville (r.d.), Saint-Pierre-de-Méaroz (r.g.), Ponsonnas (r.d.). (confluence).
Soit en termes de cantons, la Bonne prend source et conflue dans le canton de Matheysine-Trièves, le tout dans l'arrondissement de Grenoble.

### Bassin versant
La Bonne traverse les quatre zones hydrographiques W230, W231, W232, W233 pour 381 km2 de superficie totale. Ce bassin versant est constitué à 89,99 % de « forêts et milieux semi-naturels », à 9,81 % de « territoires agricoles », à 0,25 % de « territoires ertificialisés ».

## Affluents

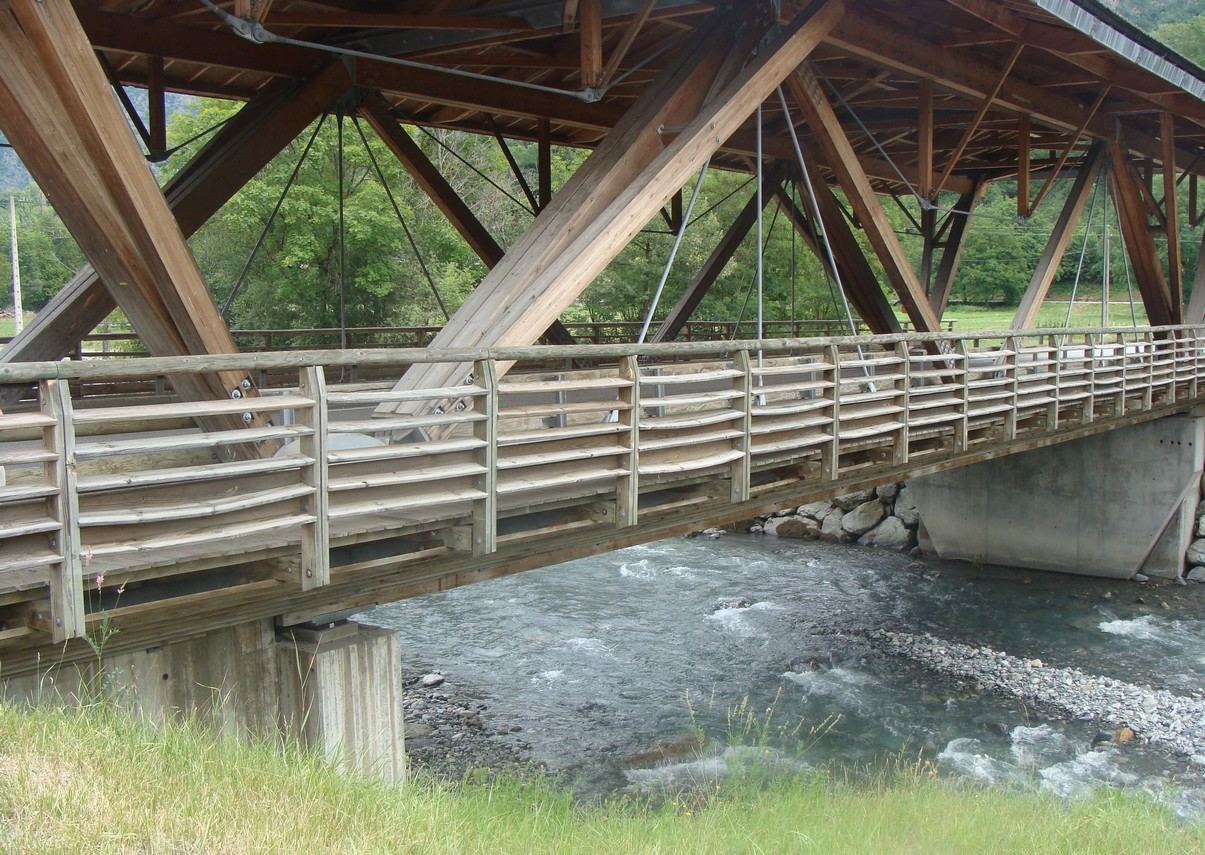
Le pont des Fayettes sur la Bonne à Valbonnais.

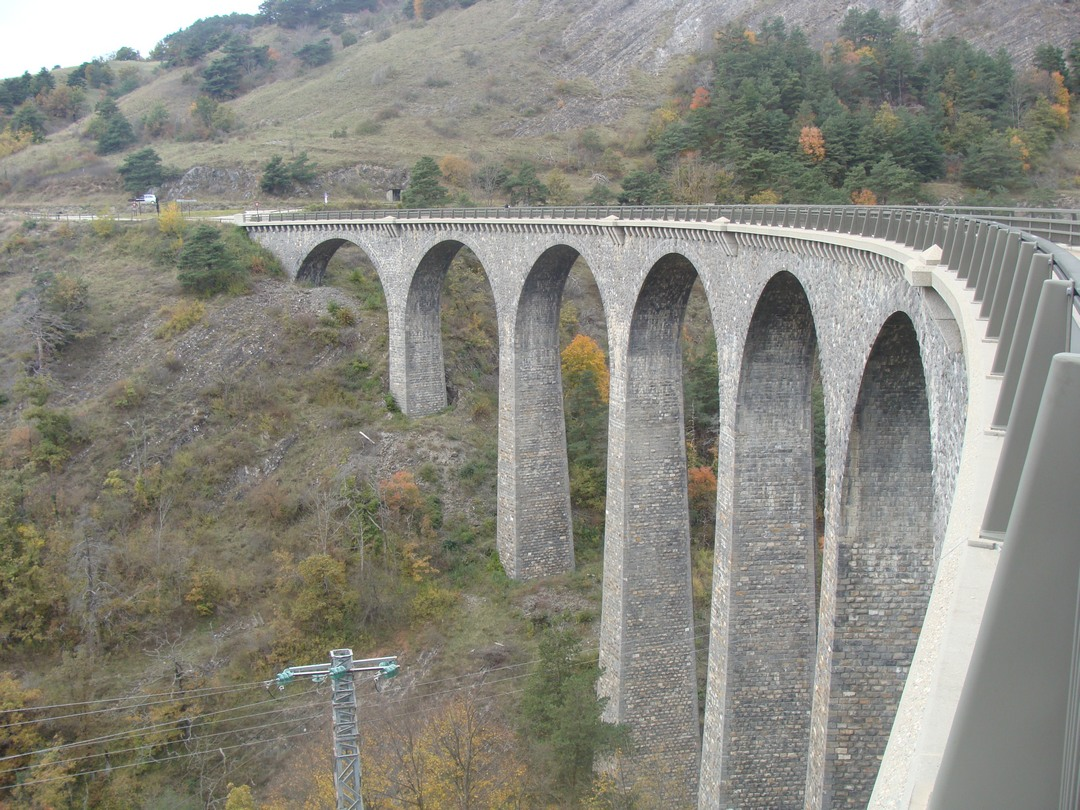
Viaduc de la Bonne.

La Bonne a vingt-deux affluents référencés dont les principaux sont le Béranger, la Malsanne, et la Roizonne. En détail, les affluents sont :
- le ruisseau de Mauvernet (rg[note 1]),
- le ruisseau de Châtellerat (rg),
- le ruisseau du Petit Vallon (rd),
- le ruisseau de Balme Blanche (rg),
- le ruisseau des Chaves (rd),
- le ruisseau du Grand Vallon (rd),
- le ruisseau d'Allot (rd),
- le ruisseau des Souffles (rg),
- le ruisseau de la Laisse (rd),
- le ruisseau de l'Echarenne (rg), avec un affluent :
  - le ruisseau de Serveille,
- le ruisseau du Lattet (rd),
- le torrent de Combe Méanne (rg), avec un affluent :
  - le ruisseau de la Suchière,
- le ruisseau de Malentraz (rg),
- le ruisseau de la Réméouse (rg),
- le ruisseau de la Pissette (rd),
- le ruisseau de Prés Clos (rg), avec un affluent :
  - le ruisseau des Pleynets, avec un affluent :
    - le ruisseau de Marcoz,
- le ruisseau des Roberts (rd),
- Le Béranger (rd), 8,6 km[6], à la Chapelle en Valjouffrey, avec sept affluents, de rang de Strahler quatre.
- le ruisseau du Pétard,
- La Malsanne (rd), 22,4 km[7], à Entraigues, avec onze affluents, de rang de Strahler trois.
- le ruisseau de la Grande Dreyre,
- La Roizonne (rd), 22,4 km[8], en amont du Pont-Haut, avec quatorze affluents et de rang de Strahler quatre.

### Rang de Strahler
Le rang de Strahler est donc de cinq.

## Hydrologie
Les informations qui suivent ne concernent que le cours supérieur de la Bonne.

### La Bonne à Entraigues
Le débit de la rivière a été observé à Entraigues pendant une période de 111 ans (1905-2015), sur une surface de bassin de 143 km2, et à 770 m d'altitude. Le module est à cet endroit de 4,56 m3/s.
La Bonne présente des fluctuations saisonnières de débit, avec des hautes eaux de printemps-été, liées à la fonte des neiges et portant le débit mensuel moyen à un niveau situé entre 6,67 et 10,4 m3/s, de mai à juillet inclus (avec un maximum en juin), et une double période de basses eaux, la première de fin d'été (août-septembre) et la seconde d'hiver (décembre-mars), séparées par un deuxième sommet d'automne (4,16 en octobre). La baisse du débit moyen mensuel atteint 1,89 m3/s au mois de février.

### Étiage ou basses eaux
À l'étiage, c'est-à-dire aux basses eaux, le VCN3, ou débit minimal du cours d'eau enregistré pendant trois jours consécutifs sur un mois, en cas de quinquennale sèche peut chuter jusque 0,79 m3/s.

### Crues
Les crues peuvent être fort importantes. Ainsi le débit instantané maximal enregistré a été de 68 m3/s le 1er septembre 1968. Le QIX 10 est de 46 m3/s, le QIX 20 de 53 m3/s et le QIX 50 de 62 m3/s. Les QIX 2 et QIX 5 valent quant à eux respectivement 28 et 39 m3/s. En novembre 2023, une crue de la Bonne détruit le bâtiment classé de l'ancienne usine des Ségoins à Valjouffrey.

### Lame d'eau et débit spécifique
La Bonne est alimentée par les précipitations fort abondantes qui tombent avant tout sous forme de neige. La lame d'eau vaut 1 005 mm annuellement, ce qui est bien plus élevé que la moyenne française. Le débit spécifique (ou QSP) atteint 31,9 litres par seconde et par kilomètre carré de bassin.

## Galerie

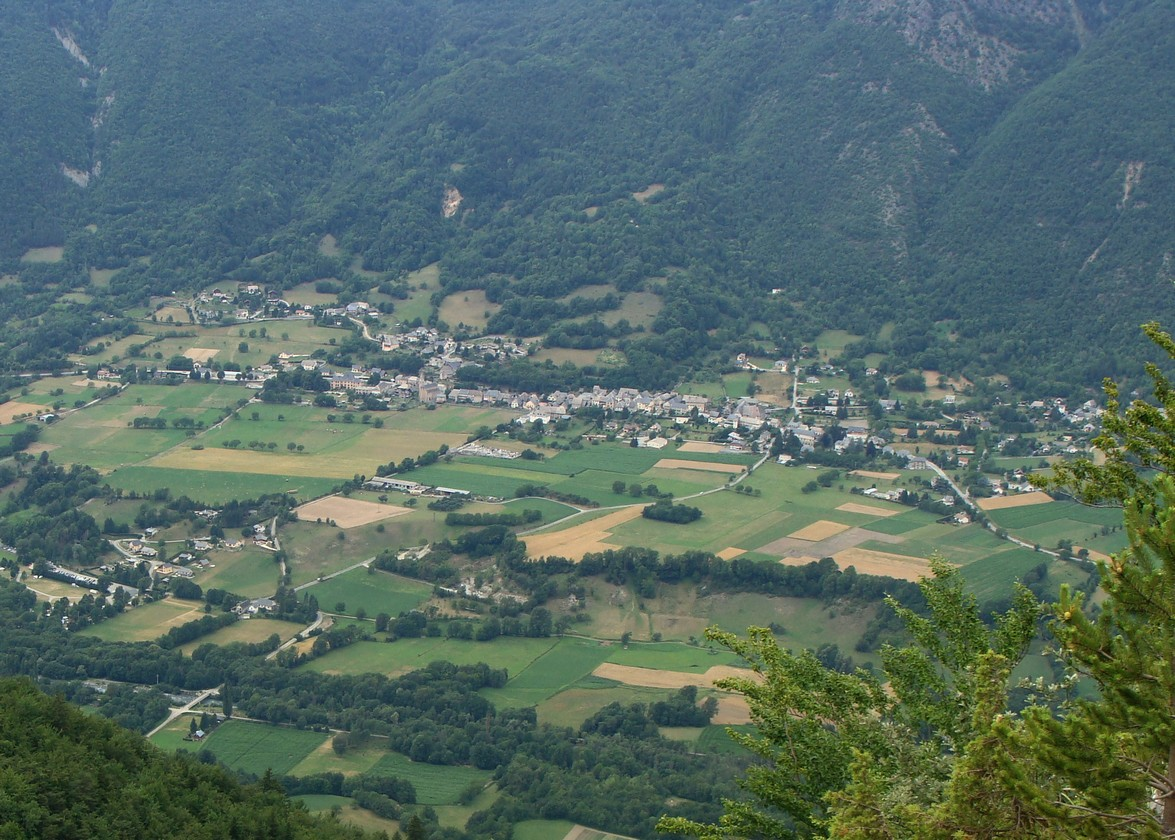
La plaine de Valbonnais. La Bonne coule au premier plan dans les arbres
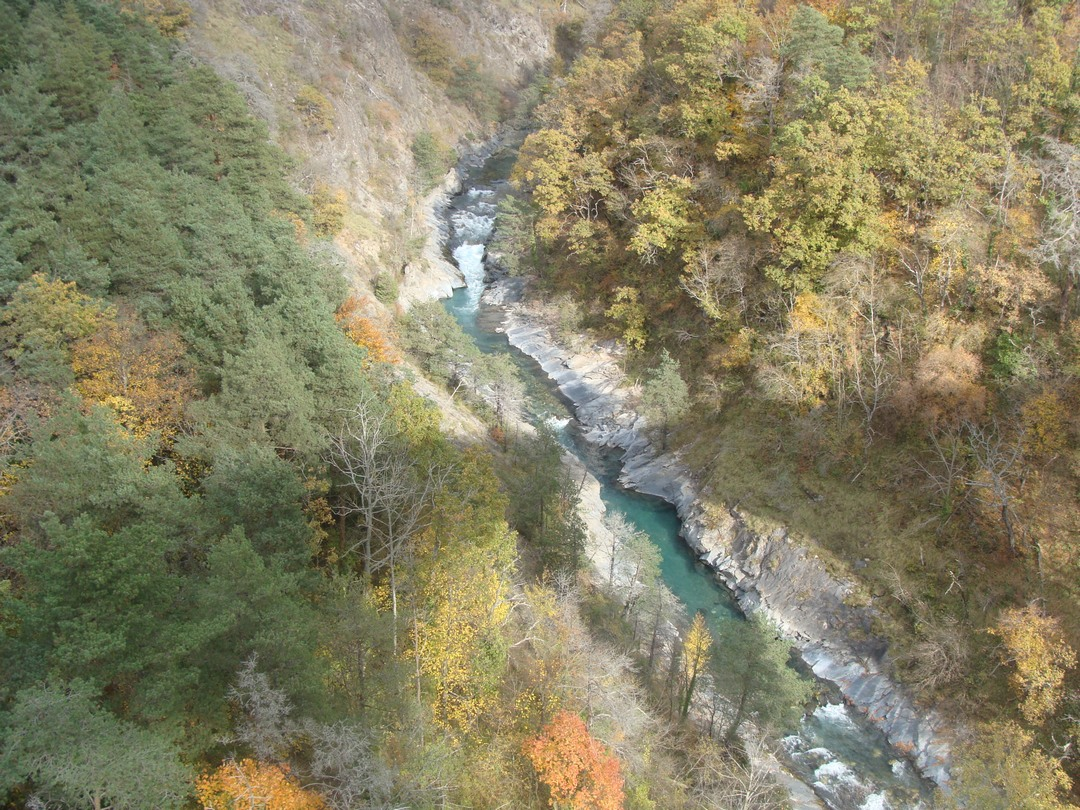
La Bonne au début des gorges. Photo prise en automne depuis l'ancien viaduc ferroviaire (on voit son ombre sur le fond de la vallée)
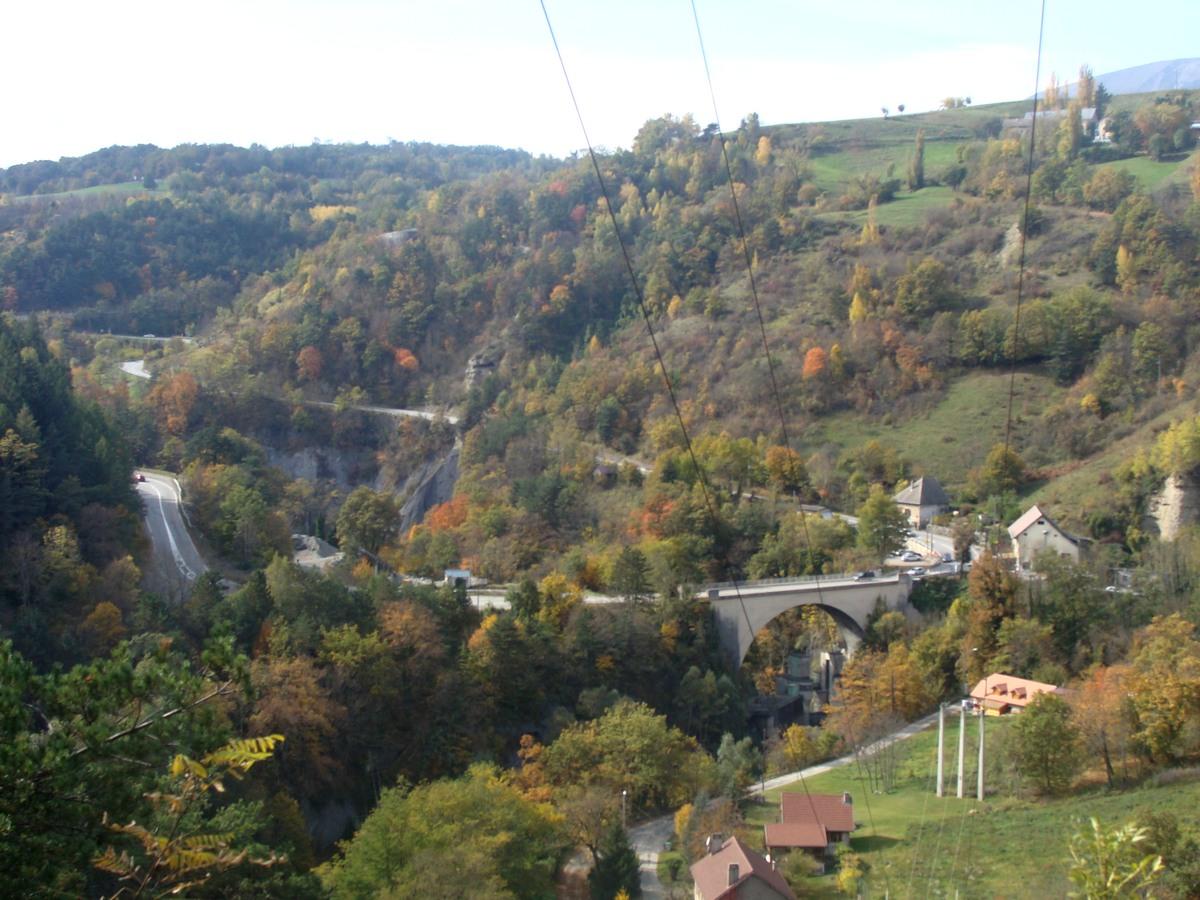
Le « Pont Haut », franchissement de la Bonne par la route Napoléon. De part et d'autre, la route est en lacets sur plusieurs kilomètres.